# 黃世澤 (萬曆進士)
黃世澤（？—？），號惺一，四川重庆府巴县人。

## 生平
万历四十六年（1618年）戊午科四川乡试举人，四十七年（1619年）联捷己未科進士，户部觀政，四十八年七月授河南滎陽知縣，天啓二年（1622年）調任杞縣知縣，四年本省同考，五年考选，授礼部主事，本年丁憂。崇祯三年降陕西布政司知事，五年升衢州府推官，六年升兵部武选司主事，官至礼部员外郎。

## 家族
曾祖黄贤，知州，祀乡贤，见武举。祖父黄会。父黄如桂，儒官。